# لعبة إندر (رواية)
لعبة إندر هي رواية خيال علمي عسكري للكاتب الأمريكي أورسن سكوت كارد. تبدأ الرواية في وقت غير محدد من مستقبل الكرة الأرضية وتعرض الرواية البشرية المعرضة للخطر بعد صراعين مع الفورميكس وهي أجناس من حشرات فضائية يطلق عليها مسمى الـ «التافهون». تجهيزاً لغزو ثالث كان متوقعاً قاموا بتدريب الأطفال من ضمنهم بطل الرواية آندرو «أندر ويجين» في سن مبكر جداً عن طريق وضعهم في ألعاب متزايدة في الصعوبة بعضها معدومة الجاذبية تظهر فيها عبقرية تكتيكات أندر.
أنتج الكتاب على شكل قصص قصيرة تحت المسمى نفسه ونشر في شهر أغسطس من عام 1977 ضمن «الخيال العلمي التناظري والواقع». نشرت الرواية في يوم 15 من شهر كانون الثاني عام 1985. استطاع كارد لاحقاً كتابة كتب ضمن سلسلة لعبة أندر من خلال إضافة تفاصيل الشخصيات وخطوط الحبكة المصورة في الرواية، وأصدر كارد أيضاً نسخة محدثة من لعبة أندر في عام 1991 مغيراً بعض الحقائق السياسية لتعكس الزمن بدقة أكبر (على سبيل المثال: ليضمن انهيار الاتحاد السوفيتي ونهاية الحرب الباردة). تُرجمت الرواية لـ 34 لغة.
استُقبل الكتاب بشكل إيجابي. وقد أصبح مقترحًا للعديد من المنظمات العسكرية ومن ضمنها قوات مشاة البحرية الأمريكية. ترشّح كتاب لعبة أندر كـ «أفضل رواية» عام 1985 وحصل على جائزة نيبولا  وفي عام 1986 حصل على جائزة هوغو لأنواع الخيال العلمي والفنتازيا. أجزاؤها الأربعة هي المتحدث عن الموتى (1986)، وإكسينوسيد (1991)، وأبناء العقل (1996)، وأخيراً، أندر في المنفى (2008). تناولت رحلات أندر اللاحقة العديد من العوالم المختلفة في المجرة. بالإضافة إلى ذلك خلال نفس الفترة الزمنية للرواية الأصلية أنتج الرواية اللاحقة حرب الهدايا (2007)، ورواية ظل أندر (1999) بالإضافة إلى روايات أخرى في ملحمة الظل.
كُتبَ فلم مقتبس من للاسم نفسه لشاشات السينما والتلفاز، أخرجه غافن هود ولعب أسا بترفيلد دور البطل أندر وطُرح الفلم في شهر تشرين الأول من عام 2013، وقد شارك كارد في إنتاج الفلم. وقد أعيدت الرواية أيضاً لتصبح في سلسلتين من الكتب المصورة.

## الملخص
في المستقبل، تتقن البشرية رحلات الفضاء بين الكواكب وفي أثناء استكشافهم للمجرة يواجهون عرقًا من الحشرات يشبه المخلوقات الفضائية تسمى فورميكس تدعى «التافهون». بعد استكشاف معقل الفورميكس على الكويكب إيروس تندلع الحرب بين البشر والفورميكس، يحقق البشر انتصاراً بفارق ضئيل ولكن خوفًا من تهديد غزو مستقبلي من قبل الفورميك ينشؤون الأسطول الدولي (I.F) ويدربون الأطفال الموهوبين كذلك ليصبحوا قادة في مدرسة المعركة الدائرة. وُلد آندرو «أندر» ويجين كابن ثالث، كان حالة استثنائية نادرة لسياسة الطفلين فقط على الأرض، سمحت بها الحكومة بسبب الوعود التي قطعها شقيقاه الأكبر منه. أخوه الأكبر بيتر معتل اجتماعيًا وحاد الذكاء يتنمر على أندر بسادية ويؤذي الحيوانات الصغيرة بينما تكون أخته فالانتاين أكثر عاطفة تجاهه. تبدو إزالة جهاز مراقبة أندر (I.F) عندما بلغ السادسة من العمر وكأنها نهاية فرصته في مدرسة المعركة. يتنمر عليه زميله ستيلسون ولكنه يصبح أكثر عنفاً ويحاول مهاجمته. يجهل أندر أن ستلسون لاحقاً يموت متاثراً بجروحه. يزور العقيد هيروم جراف أندر بعد معرفته بالشجار. يُظهر أندر التفوق حيث يمنع نزاعًا مستقبليًا، ومن ثم يعرض جراف عليه مقعداً في مدرسة المعركة.